# Ziallerns
Ziallerns est un quartier de la commune de Wangerland, dans le Land de Basse-Saxe.

## Géographie
Le village se situe sur un terp. Une rocade extérieure fait le tour de tout le terp. Un chemin intérieur s'étend concentriquement autour du milieu du terp. Plusieurs chemins pour la plupart étroits s'étendent radialement du milieu du terp au pied du terp. Ils se poursuivent en partie dans les chemins de campagne.
Un ancien point d'eau douce (Fething) est conservé sur le terp. L'eau potable y était autrefois puisée. Le point d'eau douce, situé juste à côté du centre d'information, servait de source d'eau potable précieuse pour tout le village de Ziallerns. Aujourd'hui, c'est un étang.

## Histoire
Comme l'indique le suffixe du nom, Ziallerns est une colonie des Chauques. La plus ancienne preuve de peuplement date d'environ 100 av. J.-C.. À cette époque, on peut encore s'installer directement sur le marais maritime. Les habitants furent contraints par les inondations toujours croissantes de construire leurs maisons sur des terps. Environ 60 000 m3 d'argile et de fumier furent déplacés pour la construction du terp d'environ cinq mètres de haut à Ziallerns.
Le terp de Ziallerns offre à l'origine de l'espace pour huit fermes ; quatre de ces cours sont encore visibles du côté est. Au XIXe siècle, les fermes du côté ouest furent remplacées par des habitations non paysannes, permettant aux fermes restantes d'être desservies par les petits ateliers d'artisans et les magasins généraux ;, il y avait encore un forgeron, une brasserie, un aubergiste, un cordonnier, des tisserands et des menuisiers.
En 1937, le terp est placé sous protection paysagère. Toutes les maisons sont des propriétés privées.
L'ancienne maison d'ouvrier agricole au n°7 est construite vers 1800. À la fin des années 1980, un centre d'information avec une exposition est installé dans la maison, parrainé par la municipalité de Wangerland. L'exposition d'information présente des cartes, des croquis, des dessins et des photos historiques pour documenter les origines du village de Ziallerns et l'histoire de la colonisation de Wangerland. L'exposition est fermée en 2015, car elle n'était plus à jour et le bâtiment devait être rénové. La maison est vendue en privé et ne peut plus être visitée.

## Source, notes et références
- (de) Cet article est partiellement ou en totalité issu de l’article de Wikipédia en allemand intitulé « Ziallerns » (voir la liste des auteurs).

1. 1 2  (de) « Infozentrum Ziallerns ist Vergangenheit », sur Nordwest-Zeitung, 2015 (consulté le 23 décembre 2022)